# カザトムプロム
カザトムプロム（英語: Kazatomprom）はカザフスタンの国有原子力公社。ウラン関連分野や原子力燃料サイクル事業、ベリリウム、タンタル、ニオブの生産、発電などを運営している。
1997年に設置され、本社はカザフスタンのアスタナに所在する。社長はウラジミル・シュコリニクであったが、近年ヌルスルタン・ナザルバエフ大統領が発表した政府の再編で、シュコリニクが新たに発足するエネルギー省の大臣に任命されるため、後任社長にはヌルラン・カパロフが就くとしている。

## 製品

### ウラン生産
2006年カザフスタンは5,279トンのウラニウムを生産しており、このうち3010トンはカザトムプロムによって生産されている。
また、ロシアのテクスナブエクスポルトやフランスのアレバ、カナダのカメコ、日本の東芝などとの合弁事業でカザフスタン側の代表企業となっている。
2010年までに15000トンの生産を目標としている。

### ウルバ冶金工場
素材はオスケメンのウルバ冶金工場で加工している。この工場はカザフスタンで最大級の冶金処理施設である。
この工場は世界一のウラン製品加工施設であり、世界第二のベリリウム製品加工施設、世界第三のタンタルとニオブ製品加工施設である。

### その他の製品
カザトムプロムは子会社を通じて、地質調査、ウラン・ベリリウム・タンタル・ニオブ生産、発電に携わっている。
八酸化三ウラン、燃料ペレット、二酸化ウラン粉末、濃縮天然ウランの生産などを行っており、ウランを含有した廃棄物、残骸、規格外工業製品の加工なども行っている。ベリリウムではベリリウム地金、粉末、銅ベリリウム母合金、アルミニウムベリリウム母合金、ニッケルベリリウム母合金、ベリリア基セラミックの生産などがあり、タンタルでは、タンタル地金、チップ、延伸材、ロッド、ワイヤ、粉末、コンデンサ材料、板材や、イットリウム精製タンタルの生産、ニオブでは五酸化ニオブ、ニオブ地金、チップ、延伸材、ロッド、プレートワイヤ、パウダーなどを作っている。
加えて、電力や熱の生産にも携わっており、ウラン採鉱の訓練も行っている。フッ化水素酸の製造、研究開発、廃炉にも関わっている。

## その他
2007年8月、カザトムプロムは東芝から5億4000万米ドルでウェスティングハウス・エレクトリックの10％の株式の取得に合意した。この取引は2007年10月に完了している。

## 註
1. ↑  “Nazarbayev rearranges Kazakh government”. Tengrinews. 2014年8月11日閲覧。
2. ↑  “Kazatomprom ups uranium production 4% in 2006”.   Interfax-Kazakhstan (2007年1月26日). 2008年4月19日閲覧。
3. ↑  “Areva and Kazatomprom launch their uranium production project in Kazakhstan ($90 million investment). Press release”.  Areva (2004年4月29日). 2008年4月19日閲覧。
4. ↑  “Commerce Resources forms Strategic Alliance with NAC KazAtomProm's Tantalum Division - OJSC Ulba Metallurgical Plant. Press release”.   Commerce Resources (2006年6月7日). 2008年4月19日閲覧。
5. ↑  “プレスリリース カザフスタン企業とのレアメタル分野に関する合弁会社の設立について”.   TOSHIBA (2011年9月29日). 2015年3月31日閲覧。
6. ↑  http://www.ulba.kz/en/company9.htm
7. ↑  “Kazatomprom buys 10% stake in Westinghouse”.   World Nuclear News (2007年10月22日). 2008年4月19日閲覧。